# 태병렬
태병렬(太炳烈, 1916년 2월 29일~1997년 12월 29일)은 조선민주주의인민공화국의 군인 겸 정치인이다.

## 생애

### 주요 경력
- 북조선 로동당 중앙위원회 중앙집행지도부 차장
- 북조선 해방전승기념관 관장
- 북조선 로동당 중앙위원회 중앙위원